# Groove Family Cyco
Albums de Infectious Grooves
Sarsippius' Ark
(1993) Mas Borracho
(2000)
Singles
1. Cousin Randy
Sortie : 1994
2. Violent & Funky (promo)
Sortie : 1994

Groove Family Cyco / Snapped Lika Mutha est le troisième album du groupe de funk metal américain Infectious Grooves. Il est sorti le 29 mars 1994 sur le label Sony Music Entertainment.

## Historique
Cet album a été enregistré dans sa totalité dans les Studios Titan Recordings à Sherman Oaks à l'exception de la batterie qui a été enregistré aux Sound City Studios de Van Nuys, Californie. Il a été produit par le groupe et Michael Vail Blum et mixé par Paul Northfield.
Pour cet album, Infectious Grooves accueille un nouveau batteur, Brooks Wackerman tout juste âgé de seize ans à l'époque. Dans le livret de l'album, la famille Wackerman est remerciée pour avoir emmené en voiture, le jeune Brooks aux répétition et au studio.
Cette fois-ci pas d'intervention entre les titres de Sarsippius, les dix titres s'enchainent les uns aux autres. Le titre "Do What I Tell Ya" (Fais ce que je te dis) se moque ouvertement de la chanson "Killing in the Name" de Rage Against the Machine dans laquelle la phrase "I Won't Do What You Tell Me" (Je ne ferais pas ce que tu me dis) est maintes fois répétée.
Cet album se classa aux États-Unis à la 19e place du Top Heatseekers.

## Liste des titres
- Tous les textes sont signés par Mike Muir.

| No  | Titre                   | Auteur                                                  | Durée |
| --- | ----------------------- | ------------------------------------------------------- | ----- |
| 1.  | Violent & Funky         | Mike Muir, Adam Siegel, Robert Trujillo, Dean Pleasants | 4:19  |
| 2.  | Boom Boom Boom          | Muir, Siegel, Trujillo, Pleasants                       | 4:09  |
| 3.  | Frustrated Again        | Muir, Trujillo                                          | 3:01  |
| 4.  | Rules Go Out the Window | Muir Pleasants                                          | 4:29  |
| 5.  | Groove Family Cyco      | Muir                                                    | 4:21  |
| 6.  | Die Lika Pig            | Muir, Siegel, Trujillo                                  | 3:19  |
| 7.  | Do What I Tell Ya!      | Muir, Siegel                                            | 4:58  |
| 8.  | Cousin Randy            | Muir, Trujillo                                          | 5:41  |
| 9.  | Why?                    | Muir, Siegel                                            | 4:03  |
| 10. | Made It                 | Muir, Trujillo, Pleasants                               | 4:34  |

## Musiciens
- Mike "Pa" Muir: chant
- Robert "Ma" Trujillo: basse
- Dean "Uncle Ervil" Pleasants: guitares
- Adam "Cousin Randy" Siegel: guitares
- Brooks "Lil'Jr." Wackerman: batterie, percussions